# Stacey Q
Pour les articles homonymes, voir Swain.
Stacey Q (née Stacey Lynn Swain), née le 30 novembre 1958 à Fullerton, en Californie, est une chanteuse, danseuse et actrice américaine. Elle est surtout connue pour son succès de son single Two of Hearts sorti en 1986, qui atteint la 18e place du Top 50 en février 1987.

## Biographie
Stacey Swain est née le 30 novembre 1958 à Fullerton en Californie aux États-Unis. Elle est la cadette de trois enfants. Sa mère, Joyce Swain, était éleveuse de chiens dont les Welsh Corgi Cardigan ont fait leur apparition dans divers films hollywoodiens et séries télévisées.

## Carrière

### Q
Swain a été introduit dans l'industrie du disque par son ex-petit ami, un musicien local. Sa carrière d'artiste a commencé en 1981, quand elle rencontre le producteur, futur manager et collaborateur de longue date Jon St. James.
En 1981, Swain et St. James forment le groupe synthpop « Q ». Le groupe était composé de St. James à la guitare, de Dan Van Patten et de John Van Tongeren au vocodeur et au synthétiseur, et Swain en tant qu'assistant de producteur.

### SSQ
En 1982, Q se reforma avec deux nouveaux membres, le batteur Karl Moet et le joueur de synthé Rich West, aux côtés de Van Tongeren, St. James et Swain. Après la Reformation du groupe, Saint-James a été forcé de changer le nom de Q en raison de problèmes de copyright (le célèbre producteur Quincy Jones aurait utilisé le surnom « Q »).
SSQ publie son premier album Playback, sorti en 1983 via le label Enigma Records. L'album contient trois des singles les plus populaires du groupe : Synthicide, Big Electronic Beat et Screaming in My Pillow.

## Discographie
| Année | Album                    | U.S. | U.S. R&B | AUS | Label                        |
| ----- | ------------------------ | ---- | -------- | --- | ---------------------------- |
| 1982  | The Q EP (Q)             | -    | -        | -   | MAO Records                  |
| 1983  | Playback (SSQ)           | -    | -        | -   | Enigma Records / EMI America |
| 1985  | Stacey Q                 | -    | -        | -   | On the Spot                  |
| 1986  | Better Than Heaven       | 59   | 46       | 36  | Atlantic Records             |
| 1988  | Hard Machine             | 115  | -        | -   | Atlantic                     |
| 1989  | Nights Like This         | -    | -        | -   | Atlantic                     |
| 1995  | Stacey Q's Greatest Hits | -    | -        | -   | Thump                        |
| 1997  | Boomerang                | -    | -        | -   | Eno                          |
| 2010  | Color Me Cinnamon        | -    | -        | -   | Hydra Productions            |

## Filmographie
- 1985 : Cavegirl : Brenda
- 1986-1989 : Hollywood Squares : elle-même
- 1986-1987 : The Facts of Life : Cinnamon
- 1988 : La Fête à la maison : elle-même
- 1989 : Mama's Family : elle-même
- 1989 : One Man Force : Leah Jennings
- 1998 : Playing the Odds : livreuse de plats chinois
- 2000 : Citizens of Perpetual Indulgence : Stacey
- 2002 : Never Mind the Buzzcocks : elle-même
- 2003 : Stratos4 : Karin Kikuhara (voix anglaise)